# Anonychomyrma fornicata
Anonychomyrma fornicata é uma espécie de formiga do gênero Anonychomyrma.